# Palaeoneura gloriosa
Palaeoneura gloriosa is een vliesvleugelig insect uit de familie Mymaridae. De wetenschappelijke naam is voor het eerst geldig gepubliceerd in 2009 door Huber.